# Прудный (Сосновский район)
Пру́дный — посёлок в Сосновском районе Челябинской области. Входит в состав Краснопольского сельского поселения.
Рядом с посёлком расположен посёлок Красное Поле и деревня Моховички.

## Население
| 2002 | 2010 |
| ---- | ---- |
| 284  | ↗376 |

По данным Всероссийской переписи, в 2010 году численность населения посёлка составляла 376 человек (199 мужчин и 177 женщин).

## Улицы
Уличная сеть посёлка состоит из 13 улиц.